# Festuca psammophila
Festuca psammophila är en gräsart som först beskrevs av Eduard Hackel och Celak, och fick sitt nu gällande namn av Karl Fritsch. Festuca psammophila ingår i släktet svinglar, och familjen gräs. Inga underarter finns listade i Catalogue of Life.